# Белоопашато тити
Белоопашатото тити (Callicebus discolor) е вид бозайник от семейство Сакови (Pitheciidae).

## Разпространение
Видът е разпространен в Еквадор, Колумбия и Перу.